# Jesús García Arenas
Jesús Enrique García Arenas (24 febbraio 1952) è un ex cestista messicano.

## Carriera
Con il Messico ha disputato una edizione dei Mondiali (1974), una dei Giochi olimpici (1976), oltre ai Campionati americani 1980.